# Phyteuma confusum
Phyteuma confusum là loài thực vật có hoa trong họ Hoa chuông. Loài này được A.Kern. miêu tả khoa học đầu tiên năm 1870.